# Конвой Трук — Рабаул (04.03.43 — 08.03.43)
Конвой Трук — Рабаул (04.03.43 — 08.03.43) — невеликий японський конвой часів Другої світової війни, проходження якого відбувалось у березні 1943 року.
Конвой сформували на сході Каролінських островів на атолі Трук (Чуук). Ще до війни тут була створена потужна база ВМФ, з якої до лютого 1944 року провадились операції в низці архіпелагів. Місцем призначення був Рабаул — головна передова база в архіпелазі Бісмарка, з якої японці провадили операції на Соломонових островах та сході Нової Гвінеї.
До складу конвою увійшли транспорти «Манко-Мару» та «Кікукава-Мару», а ескорт забезпечував тральщик W-15.
4 березня 1943 року судна вийшли з Труку та попрямували на південь. Хоча на комунікаціях архіпелагу Бісмарка активно діяли підводні човни США, цього разу проходження конвою відбулось без інцидентів, і 8 березня він прибув до Рабаула.